# موره (رومانی)
شهر موره (به رومانیایی: Moreni) در شهرستان دمبوویتس در کشور رومانی واقع شده‌است. جمعیت این شهر ۲۲٬۸۶۸ نفر  است.